# 普莱内瑞贡
普莱内瑞贡（法語：Plénée-Jugon，法語發音：[plene ʒygɔ̃]）是法国阿摩尔滨海省的一个市镇，位于该省东部，属于迪南区。

## 地理
普莱内瑞贡（48°21'51"N, 2°24'2"W）面积61.36 平方千米，位于法国布列塔尼大區阿摩尔滨海省，该省份为法国西北部沿海省份，位于布列塔尼半岛北部，北濒大西洋英吉利海峡，西接菲尼斯泰尔省，南至莫尔比昂省，东临伊勒-维莱讷省。
与普莱内瑞贡接壤的市镇（或旧市镇、城区）包括：瑞贡莱拉克、拉马卢尔、庞吉利、普莱唐、鲁亚克、塞维尼亚克、特拉曼、勒默内。

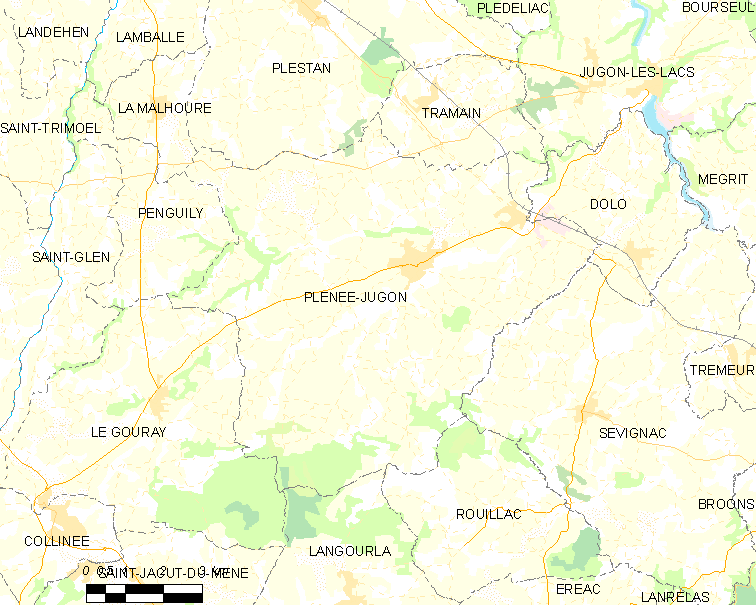
普莱内瑞贡的OSM定位图

普莱内瑞贡的时区为UTC+01:00、UTC+02:00（夏令时）。

## 行政
普莱内瑞贡的邮政编码为22640，INSEE市镇编码为22185。

## 政治
普莱内瑞贡所属的省级选区为普莱内瑞贡县。

## 人口

1962-2008年间普莱内瑞贡人口变化图示

普莱内瑞贡于2022年1月1日时的人口数量为2533人。